# Sarracín de Aliste
Sarracín de Aliste es una localidad del municipio español de Riofrío de Aliste de la provincia de Zamora, en la comunidad autónoma de Castilla y León.
Se encuentra situado en la comarca de Aliste, junto a la carretera que atraviesa esta comarca y próximo a la una estación de la Línea Zamora-La Coruña que sirve de parada al tren regional Valladolid - Puebla de Sanabria. Su localización geográfica, ha sido determinante a la hora de promover un cierto desarrollo del sector hostelero de la localidad. Además, se encuentra a menos de 3 km de Riofrío y a 5 km de Cabañas.

## Topónimo
Refleja el nombre personal o étnico Sarracinus, probablemente aludiendo a un propietario. Se ha aventurado la hipótesis de que se trate de un descendiente directo, como apelativo (y no petrificado en el nombre personal) del plural arábigo sarraqīn ‘sarracenos’. Sin embargo, esta última hipótesis, sugerida por Vernet Ginés (1959), parece más improbable en una zona escasamente arabizada como el norte de Aliste, dado que exige una preservación del lenguaje que va más allá de la mera memoria léxica. Un topónimo similar es el de Castello Sarrazín, cerca de Silos (citado en 1222). Otros más: Sarracín (Burgos), Serracín (Segovia), Monfarracinos (Zamora), Villasarracino (Palencia), Castroserracín (Segovia). Todos, sin duda, alusivos a propietarios. Compárense los topónimos asturianos Cerracín, Zarracín, Zarracina, aducidos por Cunha Serra.; en la provincia de Salamanca, los parajes, en término de Palacios del Arzobispo Los Cerracines o Serracinos, y su correlativo Cerrecín o Cerracín en Valdelosa. Lo más probable es ver en esta familia toponímica una huella del conocido nombre personal Sarracenus (915), Sarracino (976, 1065), Sarrazino (1055), Serracino (978, 1080), por citar sólo unos ejemplos de Portugal, León y Asturias recogidos por Rivas Quintás.
Sarracinus es nombre de persona. Es muy frecuente en la Edad Media, especialmente en la etnia mozárabe (cristianos que habían estado o estaban aún bajo dominio musulmán), lo cual es plenamente compatible con lo que se sabe del poblamiento zamorano en la primera Edad Media. Como nombre personal, daba lugar a apellidos patronímicos: así en 1094 un tal Vermut Sarraciniz (= Bermudo Sarracínez, en Valle de Salmas, junto a Zamora). En un documento en latín de 852 firma un “Sarrazinus presbiter testis”.
La mayor parte de las citas medievales a personas con este nombre, sin embargo, figuran lisa y llanamente como Sarrazino, Sarrazín. El que terminen en –ino o en –ín depende de lo siguiente: generalmente, si la expresión mantenía el genitivo latino (Castrum Sarrazini), tendía a perderse la –i final. Pero, por otro lado, era frecuente en patronímicos la flexión genitiva: Iohannes Sarrazini (Juan hijo de Sarrazino), y esto da lugar con el tiempo a apellidos Serracín, que pueden a su vez convertirse en nombre.
Del paso de la civilización árabe no han quedado restos arquitectónicos o materiales que evidencien su paso por Sarracín. Ello refuerza la improbabilidad de una pervivencia directa de la voz sarraceno, nombre con el que los cristianos denominaban a los árabes.

## Historia

### Prehistoria
Las estribaciones de la sierra de la Culebra han estado pobladas desde muy antiguo, tal y como atestiguan los numerosos castros de la Edad de Hierro que podemos observar a lo largo de la misma. Estos enclaves tenían una función defensiva, y sus pobladores eran de origen astur, pueblo prerromano que se ubicaba al oeste del río Ástura (actualmente denominado Esla).

### Época Romana
Con la llegada de los romanos a la península, se produjo una articulación del territorio para dar salida a las numerosas materias primas que por estas tierras había, entre ellas el hierro. Así, se observan multitud de escorias (restos de alguna fundición) donde se conservan aún en día topónimos que hacen referencia a estas explotaciones, algunas de ellas cercanas a Riofrío (Ferreras, Ferreruela,...), al igual que restos de la calzada que unían Braga y Astorga. 

### Edad Media
Del paso de la civilización árabe se debe hacer referencia a la toponimia, ya que no han quedado restos arquitectónicos o materiales que lo evidencien. El topónimo Sarracín de Aliste pudiera provenir de sarraceno, nombre dado por los cristianos a los árabes. Sin embargo, esta última hipótesis, sugerida por Vernet Ginés (1959), parece improbable, dado que exige una preservación del lenguaje que va más allá de la mera memoria léxica. Y es que Sarracín era un nombre bastante frecuente en la Edad Media dentro de los reinos cristianos, especialmente en la etnia mozárabe (cristianos que habían estado o estaban aún bajo dominio musulmán). Como nombre personal, daba lugar a apellidos patronímicos: así en 1094 un tal Vermut Sarraciniz (= Bermudo Sarracínez, en Valle de Salmas, junto a Zamora). En un documento en latín de 852 firma un “Sarrazinus presbiter testis”. Asimismo, en la documentación del reinado de Fernando I de León se recoge un "Sarracín Núñez", mientras que en el siglo X se recoge como apellido este topónimo, siendo "Nuño Sarracín" un magnate cercano a Ordoño IV de León.
En todo caso, durante la Reconquista tuvo lugar una importante repoblación de la zona, quedando integrado Sarracín en el Reino de León. En las comarcas de Aliste y Tábara este proceso dejó su huella en algunos de los nombres de las localidades, ya que tomaron el del origen de sus repobladores, como en los casos de Gallegos del Río y Gallegos del Campo (repoblados con gentes de Galicia), Bercianos de Aliste (repoblado con gentes de la comarca leonesa del Bierzo) o Faramontanos de Tábara (repoblado con gente de las montañas del norte, a los que se denominaba foramontanos), etc.

### Edad Moderna
En la Edad Moderna, Sarracín se encontraba integrado dentro del Partido de Alcañices, tal y como recoge Tomás López en su Mapa de la Provincia de Zamora de 1773.

### Edad Contemporánea
En el siglo XIX, al crearse las actuales provincias en la división provincial de 1833, Sarracín quedó encuadrado en la provincia de Zamora, dentro de la Región Leonesa, siendo adscrito un año después al partido judicial de Alcañices, al cual perteneció hasta 1983, cuando fue suprimido el mismo e integrado en el partido judicial de Zamora. En torno a 1850, Sarracín de Aliste pasó a integrarse en el término de Riofrío.

## Ubicación
Población situada en la carretera que atraviesa a Aliste de norte a sur (Alcañices – Ferreras), comunicando la Carballeda a través de la sierra de la Culebra. También el ferrocarril hace acto de presencia en esta pequeña localidad, disponiendo de una estación que sirve de parada al tren regional Valladolid - Puebla de Sanabria. Su localización geográfica, ha sido determinante a la hora de promover un cierto desarrollo del sector hotelero y hostelero de Sarracín. Además, se encuentra a menos de 3 km de Riofrío y a 5 km de Cabañas.
Su término limita con las siguientes poblaciones:
- Norte: término municipal de Ferreras de Arriba.
- Sur: términos de Riofrío de Aliste anejo del ayuntamiento del mismo nombre, y de Campogrande de Aliste, anejo del ayuntamiento de San Vicente de la Cabeza.
- Este: término de Riofrío de Aliste, anejo a Riofrío de Aliste.
- Oeste: término de Cabañas de Aliste, anejo a Riofrío de Aliste.

Sarracín se asienta sobre una ladera de relieve poco pronunciado, circunstancia que ha favorecido un crecimiento mucho más concéntrico que el de las localidades cercanas, aunque si bien es verdad que la carretera se ha constituido como un elemento decisivo en el establecimiento de viviendas y actividades económicas.
Se encuentra parcialmente incluida en la reserva regional de caza de la Sierra de la Culebra, espacio natural protegido por la Junta de Castilla, incluida como lugar de interés comunitario de la sierra de la Culebra (código ES4190033) y está afectado por el lugar de interés comunitario de riberas del río Aliste y afluentes (código ES4190074) al incluir el cauce del río Aliste, Mena, Frío y arroyo Espinoso, más una anchura de 25 metros a cada lado de sus riberas.

## Demografía
A 1 de enero de 2022, la localidad de Sarracín de Aliste tiene una población de 240 habitantes según el INE.
| Gráfica de evolución demográfica de Sarracín de Aliste entre 2000 y 2022        |
|                                                                                 |
| Población residente (2000-2022) según los censos de población desde el año 2000 |

## Cultura

### Fiestas
Durante siglos, generación tras generación, han logrado conservar no solo la sabiduría que les permitía aprovecharse de los recursos que les brindaba su entorno, sino también aquellas actividades de trabajo comunal y de ocio que lograban la unión e identificación de la gente de estas tierras. Las tradiciones y costumbres que han perdurado hasta nuestros días como Los Diablos (mascaradas de invierno), la música tradicional basada en el sonido de la gaita y el tamboril, la lengua con derivaciones del dialecto leonés,..., son un legado de los antepasados de un pueblo.
La mascarada de invierno destaca por su singularidad, antigüedad y riqueza etnocultural. Es celebrada cada 1 de enero, y en estas fiestas o representaciones teatrales de calle llevadas a cabo por los mozos del pueblo se conjugan las celebraciones y ritos de tipo pagano y religioso.
En Los Diablos, los personajes son 12, siendo indumentaria y “herramientas” utilizadas distintas, en todo caso dependen de la función que tenga el personaje. De entre todos estos actores, podemos distinguir a dos diablos, el ciego, el molacillo, el rullón (por llevar un niño de madera en sus brazos), la filandorra, dos músicos con gaita y tamboril, dos hombres del saco o pobres encargados de pedir “la voluntad” a los espectadores y la madama y el galán vestidos con el traje típico alistano de gala. Por la tarde el molacillo se disfraza de obispo y el ciego de ayudante, así discurrirá toda la tarde hasta que llegan a la plaza y entierran al niño, para luego llegar hasta la iglesia.